# Gerardus Antonius Leonardus Maria Vos de Wael
Gerardus Antonius Leonardus Maria Vos de Wael (Oldenzaal, 16 juli 1895 - De Bilt, 22 maart 1982) was een Nederlandse burgemeester.

## Familie
Vos de Wael, lid van de familie Vos de Wael, was een zoon van Nicolaus Xaverius Theodorus Maria Vos de Wael (1865-1946), burgemeester van Oldenzaal, en jkvr. Adrienne Caroline Marie van Nispen (1869-1905). Hij trouwde met Wilhelmina Henrica Maria Francisca van der Loo (1896-?).

## Loopbaan
Vos de Wael werd in december 1928 benoemd tot burgemeester van Uithoorn. Bij zijn installatie waren zijn twee voorgangers, J.M. van Meetelen en D.F. Pont aanwezig. Hij was lid van de Gewestelijke Landstormcommissie 'Stelling van Amsterdam'. Op eigen verzoek, kreeg hij in 1934 ontslag als burgemeester.
Hij overleed in 1986, op 86-jarige leeftijd.